# Timothy Evans
Pour les articles homonymes, voir Evans.
Timothy Evans, né le 20 novembre 1924 et mort exécuté le 9 mars 1950,  est un jeune homme, probablement attardé mental, pendu au Royaume-Uni en 1950 pour le meurtre de son bébé. Les événements suivant son exécution, notamment un livre clamant son innocence et sa grâce posthume pour le meurtre de sa fille, contribuèrent à l'abolition de la peine de mort au Royaume-Uni.

## Les années avant les meurtres
Evans est né le 20 novembre 1924 à Merthyr Tydfil dans le sud du pays de Galles. En 1935 sa mère et son beau-père déménagèrent à Londres (le père d'Evans avait quitté le domicile familial juste après sa naissance). Timothy Evans trouva un emploi de peintre. Il était routier au moment de son arrestation.
Le 20 septembre 1947, Timothy épousa Beryl Susanna Thorley. En 1948, au moment de Pâques, le couple emménagea dans l'appartement du dernier étage au 10 Rillington Place à Ladbroke Grove, dans le quartier de Notting Hill à Londres. Leur fille Géraldine vint au monde le 10 octobre 1948.
Il est avéré qu'Evans était enclin à inventer des mensonges élaborés le concernant, une forme de vantardise destinée à renforcer un ego fragile. Beryl et lui avaient l'habitude d'avoir des querelles très vives qui pouvaient être entendues par les voisins. Leur couple avait commencé à souffrir de l'incapacité de Beryl à gérer l'argent du ménage, et la situation devint encore plus tendue quand elle lui révéla, fin 1949, qu'elle était enceinte de leur deuxième enfant.
Beryl et Timothy Evans furent vraisemblablement informés par Mme Christie, la femme logeant au rez-de-chaussée, que son mari John Christie avait les compétences suffisantes pour pratiquer un avortement. Timothy Evans s'apaisa devant l'insistance de sa femme pour avorter et la confiance qu'elle témoignait à M. Christie. Beryl fut aperçue vivante pour la dernière fois le 8 novembre 1949.

## Les événements conduisant à l'arrestation
Le 30 novembre 1949, Evans alla au poste de Police de Merthyr Tydfil et confessa avoir tué Beryl, et s'être débarrassé du corps dans la fosse septique de son immeuble. Il déclara avoir donné à sa femme le contenu d'une bouteille, et qu'après l'avoir bue elle en était morte. Il a dit à la police qu'il avait ensuite pris des dispositions pour faire garder sa fille Geraldine, et qu'il était reparti au Pays de Galles.
Quand les policiers examinèrent la fosse à l'extérieur devant l'immeuble, ils n’y trouvèrent rien mais découvrirent que le poids du couvercle de cette fosse avait nécessité la force de trois policiers pour être ouverte. Quand il fut réinterrogé, Evans donna une version différente. Il prétendit alors que son voisin John Christie, qui logeait dans le même immeuble, lui avait proposé de faire avorter Beryl. Evans indiqua qu'il était rentré chez lui le 7 novembre et avait trouvé Christie l'attendant pour lui dire que l'opération « n'avait pas marché » et que Beryl en était morte. Il a dit que Christie lui avait raconté qu'il s'était débarrassé du corps « dans une des fosses », qu'il connaissait un jeune couple dans l'est d'Acton qui s'occuperait de Geraldine, puis avait conseillé à Evans de vendre ses meubles et « partir quelque part en dehors de Londres ».
Pendant la fouille du 10 Rillington Place, le 2 décembre 1949, la police trouva les corps de Beryl et Geraldine dans le petit lavoir (1,37 m x 1,32 m) à l'arrière de l'immeuble. Elles avaient été toutes les deux étranglées. Le corps de l'enfant était placé derrière la porte et celui de Beryl derrière une poutre appuyée contre un évier dans le coin droit, face à la porte.
Quand on montra à Evans les vêtements pris sur les corps de sa femme et de son enfant, on lui demanda immédiatement s'il était responsable de leur mort. Il répondit « Oui ».
Le journaliste Ludovic Kennedy a soutenu que, jusqu'à cet instant, Evans n'avait pas été prévenu de la mort de sa fille et que sa réponse, dans cette situation, pouvait à peu près tout dire.
Evans avoua alors avoir étranglé Beryl au cours d'une querelle d'argent le 8 novembre 1949, puis avoir étranglé Geraldine deux jours après, et être ensuite parti au Pays de Galles.

## Le procès de Timothy Evans et son exécution
Le procès s'ouvrit le 11 janvier 1950 à Old Bailey, la Cour criminelle centrale du Grand Londres. La Cour entendit les témoignages concernant les deux meurtres, en dépit du fait qu'Evans était accusé du meurtre de sa fille seulement. Au cours du procès, il revint à la version selon laquelle son voisin, John Christie, était le meurtrier.

Deux faits importants furent cachés au jury.
- D'une part, il y avait la preuve que Beryl avait subi des violences sexuelles après sa mort, ce qui ne correspondait pas aux déclarations d'Evans.
- D'autre part, deux ouvriers étaient prêts à témoigner qu'il n'y avait aucun corps dans le lavoir quand ils avaient travaillé là-bas, plusieurs jours après qu'Evans y eut prétendument caché les corps. Ils ne furent pas appelés à la barre (Christie avait placé les corps dans le lavoir deux semaines plus tard, après la fin des travaux).

Le jury déclara Timothy Evans coupable du meurtre de sa fille et il fut pendu par Albert Pierrepoint, assisté de Syd Dernley (en), le 9 mars 1950 à la Prison de Pentonville.

## La découverte de preuves remettant en cause la condamnation
Trois ans plus tard, Beresford Brown, le nouveau locataire de l'appartement de John Christie au 10 place Rillington, trouva les corps de trois femmes (Kathleen Maloney, Rita Nelson et Hectorina Maclennan) cachés derrière le papier peint du cellier de la cuisine. Une fouille plus minutieuse de l'immeuble et du terrain permit de découvrir trois autres corps. Celui de la femme de Christie, sous les planches de la pièce de devant, celui de Ruth Fuerst, une infirmière autrichienne, et celui de Muriel Eady, sur le côté droit du jardin, à l'arrière de l'immeuble.
Christie fut arrêté le 31 mars 1953 sur le quai près de Putney Bridge, dans l'ouest de Londres. Pendant l'interrogatoire, il fit quatre fois des aveux pour le meurtre de Beryl Evans. Il n'avoua toutefois jamais le meurtre de Geraldine Evans.
Le procès de Christie commença le 22 juin 1953. Sa demande d'irresponsabilité du fait de sa folie fut rejetée et le jury n'eut besoin que de 22 minutes pour le déclarer coupable du meurtre de sa femme, le 25 juin. Quatre jours plus tard Christie annonça qu'il ne ferait pas appel, et qu'aucune expertise médicale ou psychologique ne pouvait lui valoir un sursis. A 9h00 le 15 juillet 1953 il fut pendu par Albert Pierrepoint, le même bourreau que pour Evans, à la prison de Petonville, sur le même échafaud.
L'une des clefs du doute subsistant dans l'affaire est que le meurtre de Beryl Evans n'a jamais fait partie des accusations portées contre Evans ou Christie. Le premier a été accusé du meurtre de sa fille et le second de celui de son épouse. Par conséquent, les questions concernant le meurtre de Beryl Evans n'ont pas vraiment été abordées au cours des procès, et quand plus tard Christie fut l'objet d'une commission d'enquête convoquée hâtivement, les questions préparées par l'avocat représentant Evans furent considérées comme inutiles par le Conseil parlementaire et ne furent jamais posées. C'est cette omission, aggravée aussi bien par la non culpabilité et l'insuffisance mentale d'Evans que par l'incapacité mentale de Christie, qui a eu comme conséquence d'ouvrir le débat sur l'exécution d'Evans comme étant une erreur judiciaire.
La condamnation de John Christie en 1953 et sa confession du meurtre de Beryl Evans, augmentèrent considérablement les doutes au sujet de la culpabilité de Timothy Evans. Une enquête parlementaire provoquée par la publication du livre de Ludovic Kennedy, suscita une réponse ambiguë du ministre de l'Intérieur R.A. Butler, qui déclara que, bien qu'aucun jury n'aurait considéré Evans coupable à la lumière de ce qui fut découvert plus tard, il n'y avait aucune certitude quant à l'innocence d'Evans.

## La campagne de réhabilitation
Le journaliste Ludovic Kennedy écrivit un livre sur l'affaire, 10 Rillington Place, pour la remettre en cause, et s'interrogea sur les méthodes de la Police et les preuves apportées au procès qui reconnut la culpabilité d'Evans.
La grâce fut accordée à Evans à titre posthume en 1966 après le retour au pouvoir du Parti travailliste et de l'opposant à la peine capitale Roy Jenkins au ministère de l'Intérieur. En fait, le tollé provoqué par l'affaire Evans a contribué à l'abolition de la peine de mort au Royaume-Uni.
Cependant, plutôt que de préparer le terrain à la recherche de la vérité, le livre de Kennedy, le plus remarquable écrit sur l'affaire (et qui servit de base au film de 1970 sur les meurtres), a seulement servi à soutenir un verdict en faveur de l'innocence d'Evans. Kennedy n'a pas cherché à résoudre l'affaire, ce qui a contribué à s'interroger sur ses conclusions. Cette approche orientée a amené certains à reconsidérer l'hypothèse, invraisemblable pour Kennedy, de deux tueurs ayant vécu au même endroit au même moment.
Le 16 novembre 2004, la demi-sœur de Timothy Evans, Mary Westlake, entama une procédure pour casser la décision de la Commission d'appel des affaires criminelles de ne pas déférer l'affaire Evans devant la Cour d'appel en vue d'annuler sa condamnation. Elle fit valoir que, même si les enquêtes précédentes avaient conclu qu'Evans n'avait probablement pas tué sa fille, elles ne l'avaient pas reconnu innocent, puisqu'une grâce est un pardon pour les crimes commis.
La demande de renvoi de l'affaire fut rejetée le 19 novembre 2004, les juges argumentant que le coût et les moyens nécessaires pour casser le jugement n'étaient pas justifiés, même s'ils reconnaissaient qu'Evans n'avait pas tué sa femme ou sa fille.

## Dans la culture populaire
- Ewan MacColl écrivit sur l'affaire la chanson The Ballad of Tim Evans (également connu sous le nom as Go Down You Murderer).
- Un  film, L'Étrangleur de Rillington Place (10 Rillington Place), tiré du livre de Ludovic Kennedy et réalisé par Richard Fleischer avec Richard Attenborough dans le rôle de John Christie, John Hurt dans celui de Timothy Evans  et Judy Geeson, fut projeté au Royaume-Uni le 12 mai 1971.